# Martin Černohorský
Martin Černohorský (31. srpna 1923 Brno – 9. února 2024) byl český fyzik a vysokoškolský pedagog. Byl emeritním profesorem fyziky na Masarykově univerzitě v Brně a prvním rektorem Slezské univerzity v Opavě. Byl znám jako aktivní organizátor vědeckých i společenských aktivit. Byl předsedou Odborné skupiny Organizace výzkumu České fyzikální společnosti.

## Ocenění vědeckou komunitou
- 1958 Akademie věd ČR: Zvláštní uznání Československé akademie věd udělené „za vynikající hodnoty vědecké práce Měření mezirovinných vzdáleností zářením různých vlnových délek“.
- 1961 Čestné uznání Československé akademie věd udělené „za vynikající hodnoty souboru prací z rentgenové difraktografie“.
- 1983 Stříbrná plaketa Františka Křižíka Československé akademie věd udělená za zásluhy o rozvoj technických věd.
- 1993 Zlatá medaile Masarykovy univerzity udělená za vynikající přínos k vědeckému a vzdělávacímu působení univerzity.
- 1992 Ministerstvo školství, mládeže a tělovýchovy: Medaile Ministerstva školství, mládeže a tělovýchovy České republiky II. stupně za průkopnické dílo ve vysokoškolské pedagogice
- 1994 Pamětní jubilejní medaile Masarykovy univerzity „Veritas vincit“ udělená univerzitou za posílení věhlasu univerzity
- 1998 Slezská univerzita v Opavě: Pamětní list Filozoficko-přírodovědecké fakulty Slezské univerzity v Opavě udělený jako „projev vděčnosti za zdárné dílo vykonané při založení opavského vysokého učení v postavení rektora Slezské univerzity v letech 1992–1998“. Zlatá medaile Slezské univerzity v Opavě udělená „za vynikající vedení Slezské univerzity od jejího samotného počátku, za úspěšné úsilí o její důstojné začlenění mezi univerzity České republiky a za vysoce lidský přístup ke všem členům akademické obce“.
- 1998 Čestná medaile Akademie věd České republiky „De scientia a humanitate optime meritis“.
- 2011 Učená společnost ČR: Medaile Učené společnosti České republiky za zásluhy o rozvoj vědy.
- 1998 Jubilejní pamětní medaile Univerzity Karlovy „za vynikající zásluhy o vysoká učení České republiky“.
- 2001 Pamětní list udělený Filozoficko-přírodovědeckou fakultou Slezské univerzity „za mimořádné zásluhy a práci ve prospěch založení vysokého učení v Opavě a rozvoje jeho Filozoficko-přírodovědecké fakulty“.
- 2013 Slezská univerzita v Opavě: medaile Silesia docta et culta.[5][6]

## Přehled
- 1999–2024 emeritní profesor Přírodovědecké fakulty Masarykovy univerzity
- 1992–1998 rektor Slezské univerzity v Opavě.
- 1991 profesor Přírodovědecké fakulty Masarykovy univerzity.
- 1972–1988 docent, Katedra experimentální fyziky Přírodovědecké fakulty (MU).
- 1967–1971 docent, Katedra fyziky pevné fáze Přírodovědecké fakulty (MU).
- 1956–1967 vědecký pracovník, vedoucí Fyzikálního oddělení, Laboratoř pro studium vlastností kovů ČSAV vyvinutá v Ústav vlastností kovů ČSAV, resp. Ústav fyzikální metalurgie ČSAV (nynější /2013/ Ústav fyziky materiálů AV ČR).
- 1953–1956 odborný asistent, Katedra fyziky Přírodovědecké fakulty (MU).
- 1950–1953 asistent, Katedra fyziky Přírodovědecké fakulty (MU).
- 1948–1950 výpomocný asistent, Ústav experimentální fyziky Přírodovědecké fakulty (MU).
- 1945–1946 vychovatel v Dětské ozdravovně města Brna v Předklášteří u Tišnova.

## Publikace
- ČERNOHORSKÝ, M. Rukopis J. T. Blackmore et al.: Ernst Mach’s Prague 1867 to 1895. In Petr Dub, Jana Musilová. Ernst Mach - fyzika - filosofie - vzdělávání. 1. vyd. Brno: Masarykova univerzita, 2010. s. 118-119, 2 s. ISBN 978-80-210-4808-9. doi:10.5817/CZ.MUNI.M210-4808-2011-118.
- ČERNOHORSKÝ, M. Newtonova translačně-rotační formulace prvního zákona pohybu. In Petr Dub, Jana Musilová. Ernst Mach - fyzika - filosofie - vzdělávání. 1. vyd. Brno: Masarykova univerzita, 2010. s. 248-254, 7 s. ISBN 978-80-210-4808-9. doi:10.5817/CZ.MUNI.M210-4808-2011-248.
- ČERNOHORSKÝ, M. Dvacet let od oslav Ernsta Macha v Praze a v Brně. In Petr Dub, Jana Musilová. Ernst Mach - fyzika - filosofie - vzdělávání. 1. vyd. Brno: Masarykova univerzita, 2010. s. 62-63, 2 s. ISBN 978-80-210-4808-9. doi:10.5817/CZ.MUNI.M210-4808-2011-62.
- JANÍK, J., M. ČERNOHORSKÝ, J. MUSILOVÁ, J. DITTRICH, P. DUB, J. FISCHER, A. GOTTVALD, C. GRANJA, J. NOVOTNÝ, M. LENC, H. PIETSCHMANN a Š. ZAJAC. Symposion in Memory of George Placzek (1905–1955). 2005.